# 雷山县
雷山县是中华人民共和国贵州省黔东南苗族侗族自治州下属的一个县。面积1218平方公里，2002年人口14万，苗族人口占83%。邮政编码557100，县政府驻丹江镇。
东经107°55'-108°22'，北纬26°02'-26°34'。周边接壤的县市：东边有台江县、剑河县、榕江县，南边三都水族自治县，西边丹寨县，北边凯里市。
属国家认定的贫困县之一。境内有雷公山自然保护区。特产有茶叶。

## 行政区划
雷山县下辖1个街道办事处、5个镇、2个乡、1个民族乡：
龙头街道、丹江镇、西江镇、永乐镇、郎德镇、大塘镇、望丰乡、达地水族乡和方祥乡。